# مديرية رابتي
مديرية رابتي هي مديرية من مديريات نيبال. وتحتوي على خمسة مقاطعات.